# 池田政晴
池田 政晴（いけだ まさはる）は、江戸時代中期の大名。備中生坂藩2代藩主。

## 略歴
池田軌隆（岡山藩主・池田綱政の九男）の長男として誕生した。幼名は善太郎。
先代藩主・池田輝録の世子・輝廉が早世したため、宝永5年（1708年）に輝録の養嗣子として迎えられた。正徳3年（1713年）11月に輝録が死去したため、翌年2月19日にその跡を継いだ。
寛延元年（1748年）9月11日に45歳で死去した。跡を次男の政員が継いだ。

## 系譜
- 正室：池田政倚の娘
  - 次男：池田政員（1737年 - 1767年）
- 生母不明の子女
  - 長男：鵜殿政長 - 峯之助・徳十郎、鳥取藩士・鵜殿央堯の養子
  - 三男：池田政弼（1742年 - 1776年）
  - 四男：池田長恵（1745年 - 1800年） - 辰之助・與五郎、池田政倫の養子
  - 女子：池田長仍正室
  - 女子：山内豊産正室
  - 女子：八重子 - 日置忠寿婚約者、のち旗本松平忠庸正室
  - 女子：甲斐庄正堅正室
  - 女子：八重子 -